# Societate europeană
Societatea europeană (în latină Societas Europaea; plural: societates Europaeae; abreviat: SE) este o formă juridică de societate pe acțiuni recunoscută la nivelul Uniunii Europene, creată pentru a facilita activitatea companiilor în mai multe state membre. Acest tip de companie poate fi transferat, fuzionat sau restructurat mai ușor cu alte companii din statele membre.
Forma juridică a fost introdusă oficial în 2004 și este Reglementată prin Regulamentul Consiliului nr. 2157/2001. Există un statut similar destinat Societăților Cooperatiste Europene. Principalele avantaje sunt posibilitatea relocării sediului social fără dizolvarea companiei și un singur cadru juridic pentru activitățile transfrontaliere în UE.
Multe companii din indicele bursier Euro Stoxx 50 din zona euro sunt înregistrate ca SE: Airbus, Allianz, BASF, E.ON, Fresenius, LVMH, SAP, Schneider Electric, TotalEnergies, Unibail-Rodamco-Westfield.

## Condiții generale
Pentru a înregistra o Societas Europaea, trebuie îndeplinite următoarele cerințe:
- Un capital minim de 120.000 Euro.
- Fondatorii trebuie să fie înregistrați în cel puțin două state membre UE sau să aibă o filială într-un alt stat membru.
- Sediul social și sediul administrativ trebuie să fie stabilite în același stat membru UE.

- Una din condițiile societații este, ca societatea să aibă sediul într-un stat european, dar își poate muta sediul în alt stat european.

Există patru modalități prin care se poate crea o societate europeană:
1. Prin fuziunea a două sau mai multe societăți pe acțiuni din cel puțin două state membre UE;[2]
2. Prin crearea unei societăți holding europene unde fiecare companie continuă independent, dar activele și deciziile sunt coordonate prin compania părinte;[3]
3. Prin crearea unei filiale comune unde orice tip de companie poate colabora transfrontalier;[4]
4. Prin transformarea unei societăți pe acțiuni care are o filială într-un alt stat membru al UE de cel puțin doi ani.

## Societate cooperativă europeană
Societatea Cooperativă Europeană (SCE) este o formă juridică destinată cooperativelor care doresc să își desfășoare activitatea la nivel transfrontalier în Uniunea Europeană. Capitalul minim necesar pentru constituire este de 30.000 de euro, iar unele tipuri de activități pot impune un capital mai mare.
Există trei modalități prin care se poate crea o societate cooperativă europeană:
- La inițiativa a cel puțin 5 persoane fizice sau juridice, rezidente în cel puțin două state membre ale UE;
- Prin fuziunea a două sau mai multe cooperative cu sedii în state membre diferite;
- Prin transformarea unei cooperative care are o filială sau o unitate în alt stat.